# Julodinae
Julodinae – podrodzina chrząszczy z rodziny bogatkowatych.

## Morfologia i zasięg
Chrząszcze te odznaczają się owłosieniem ciała rosnącym w trakcie życia stadium dorosłego. Głowa ma wyniesione oczy oraz  pozbawioną wyraźnych wyrostków tormalnych wargę górną. Czułki cechują się rozproszonymi narządami zmysłowymi. Śródplecze jest z wierzchu słabo widoczne, a przedplecze osiąga szew pokryw. Na odwłoku brak jest porów sternalnych. Cewki Malpighiego zgrupowane są w położeniu dystalnym.
Przedstawiciele podrodziny zamieszkują Stary Świat. Najliczniej reprezentowani są w krainie etiopskiej, gdzie występuje 6 rodzajów. W krainie palearktycznej obecne są trzy rodzaje. Do fauny europejskiej zalicza się tylko 6 gatunków z rodzaju Julodis. W krainie orientalnej Julodinae reprezentuje 7 gatunków z rodzaju Sternocera.

## Taksonomia i ewolucja
Takson ten wprowadził w 1857 roku Jean Théodore Lacordaire pod nazwą Julodides. Współcześnie zalicza się doń ponad 140 opisanych gatunków zgrupowanych w siedmiu rodzajach:
- Aaata Semenov-Tian-Shanskij, 1906
- Amblysterna Saunders, 1871
- Julodella Semenov-Tian-Shanskij, 1871
- Julodis Eschscholtz, 1829
- †Microjulodis Haupt, 1950
- Neojulodis Kerremans, 1902
- Sternocera Eschscholtz, 1829

W zapisie kopalnym przedstawiciele podrodziny znani są od eocenu.